# 이란 표준시
이란 표준시(Iran Standard Time, IRST)는 UTC+03:30에 있는 독립 시간대이다. 이란 국토의 정중앙에 있는 동경 52도 30분을 기준으로 사용한다.

## 연혁
- 1945년 이전: 테헤란을 기준으로 한 UTC+03:25:44를 채택.
- 1946년: UTC+03:30를 채택했으나, 서머 타임은 미적용.
- 1977년: UTC+04:00를 채택. 서머 타임 시행.
- 1979년 1월 1일: UTC+03:30를 채택.
- 1981년 ~ 1990년: 서머 타임 일시 폐지.
- 1991년: 서머 타임 재개.
- 2006년 ~ 2007년: 서머 타임 일시 폐지.
- 2008년 3월 21일: 서머 타임 재개.
- 2022년 9월 21일: 서머 타임 폐지.

## 일광 절약 시간제
이란은 이란력으로 화르바딘(Farvardin) 1일부터 샤흐리바르(Shahrivar) 30일까지 일광 절약 시간제를 채택했었다. 평년 3월 22일 0시는 새벽 1시로 변경되고, 9월 21일 24시는 다시 같은 날 밤 11시로 변경된다. 윤년에는 3월 21일 0시부터 9월 20일 24시까지 적용된다. 2022년 9월 29일 일광 절약 시간제가 폐지되었다.

## 같이 보기
- 이란력